# Taszár vasútállomás
Taszár vasútállomás egy Somogy vármegyei vasútállomás Taszár településen, a MÁV üzemeltetésében.
Külterületek között helyezkedik el, a község központjától jó másfél kilométerre délnyugatra, közúti elérését csak a 61-es főútból kiágazó önkormányzati utak biztosítják.
2022. december 11-étől a vonatok nem állnak meg az állomáson.

## Vasútvonalak
Az állomást az alábbi vasútvonalak érintik:
- Dombóvár–Gyékényes-vasútvonal

## Kapcsolódó állomások
A vasútállomáshoz az alábbi állomások vannak a legközelebb:
- Kaposhomok megállóhely (Dombóvár–Gyékényes-vasútvonal)
- Kaposszentjakab megállóhely (Dombóvár–Gyékényes-vasútvonal)